# 萬松堂
株式会社萬松堂（ばんしょうどう）は、新潟県新潟市中央区に本社を置く書店である。

## 概要
本社所在地は新潟県新潟市中央区古町通六番町958番地。
事業内容は雑誌と書籍の小売及び卸売・教科書と教材の販売・バーゲンブックを主とする。
不動産事業としてJR東日本新潟駅南口正面にLEXN Bを所有、他に東京都港区で認可保育園の 運営も行っている。
書店は古町通六番町に所在（本社所在地同）。
1階は雑誌・児童書、中2階は文庫、2階は専門書・新書・バーゲンブック、3階はコミック・参考書・辞書などで構成される。
上記の書店販売に加え、雑誌は全国各地のスーパーマーケットやドラッグストアでもスタンド販売形式による展開を行っている。
また、バーゲンブックはGMSやホームセンターでも催事として開催しており、こちらも全国規模で行われている。

## 事業所
- 営業本部 - 新潟県新潟市東区紫竹卸新町1808番地25（マガジンチェーン部・バーゲンブック事業部・外商部）
- 東京営業所 - 東京都文京区水道2-1-8 ウィステリア文京6階
- 新潟物流センター - 新潟県新潟市中央区中央区姥ヶ山433-1
- 東京本部  - 東京都豊島区東池袋3-1-1  サンシャイン60 45階（認可保育園運営）